# Reginald Kools
Reginald Kools (16 juni 1993) is een Belgisch boogschutter.

## Levensloop
Kools is afkomstig uit Hoogstraten en woonachtig te Turnhout en begon op veertienjarige leeftijd met boogschieten. Hij is aangesloten bij handboogclub 'De Noordervrienden' te Minderhout, waarvan hij tevens ondervoorzitter is. Hij schiet in categorie compound heer s1.
Op de wereldkampioenschappen van 2015 te Kopenhagen werd hij in de individuele competitie uitgeschakeld in de 1/48e finales door de Italiaan Frederico Pagnoni. Met het Belgisch team (voorts bestaande uit Julien Depoitier en Renaud Domanski) behaalde hij er een 21e plaats. In 2016 bereikte hij in de  wereldbekerwedstrijd te Shanghai individueel de 1/8e finales. Hij werd er uitgeschakeld door de Nederlander Peter Elzinga. Met het Belgisch team - voorts bestaande uit zijn broer Jonathan en Enzo Ackx - behaalde hij er in de kwalificatie een Belgisch record (2086/2160). Ze werden uitgeschakeld in de 1/8e finales door het Franse team. Op het EK van 2016 te Nottingham stootte Kools door tot de 1/24e finales, waarin hij werd verslagen door de Spanjaard Ramon Lopez.
Op het WK van 2017 bereikte hij met Sarah Prieels de 1/16e finales bij de 'mixed teams'. Op het EK van 2018 bereikte hij met het Belgisch team (voorts bestaande uit zijn broer Jonathan en Brend Frederickx) de vierde plaats. In de gemengde discipline bereikte hij er met Prieels de 1/8e finales en individueel de 1/32e finales. Op de Wereldbekerwedstrijd te Antalya van dat jaar werd hij met Prieels 4e bij de gemengd team. Op het WK van 2019 bereikte hij met het Belgisch team de 1/32e finales, evenals met het gemengd team.
In juni 2021 behaalde hij samen met Sarah Prieels goud in de gemengde ploegencompetitie op het Europees kampioenschap te Antalya.

## Prestaties

### Kadetten
| niveau         | wedstrijd soort | score     |
| -------------- | --------------- | --------- |
| nationaal+liga | fita            | 1397/1440 |
| nationaal+liga | 70m             | 347/360   |
| nationaal+liga | 60m             | 350/360   |
| nationaal+liga | 50m             | 348/360   |
| nationaal+liga | 30m             | 358/360   |
| nationaal+liga | 50+30m          | 688/720   |
| liga           | 25m3pijl indoor | 567/600   |
| liga           | 18m3pijl indoor | 585/600   |

### Junioren
| niveau         | wedstrijd soort  | score     |
| -------------- | ---------------- | --------- |
| nationaal+liga | fita             | 1397/1440 |
| nationaal+liga | 90m              | 341/360   |
| nationaal+liga | 70m              | 352/360   |
| nationaal+liga | 50m              | 354/360   |
| nationaal+liga | 30m              | 360/360   |
| nationaal+liga | 50+30m           | 707/720   |
| nationaal+liga | 25m3pijl outdoor | 718/720   |
| liga           | finale 50m       | 147/150   |
| liga           | 18m3pijl indoor  | 585/600   |

### Senioren
| niveau         | wedstrijd soort | score       |
| -------------- | --------------- | ----------- |
| nationaal+liga | fita            | 1412/1440   |
| nationaal+liga | wa-round        | 1412/360    |
| nationaal+liga | 50m             | 358/360     |
| nationaal+liga | 30m             | 360-33x/360 |
| nationaal+liga | finale 50m      | 150-8x/150  |
| nationaal+liga | 25m3pijl indoor | 588/600     |
| liga           | 50m or          | 707/720     |